# الیور لافایت
الیور لافایت (انگلیسی: Oliver Lafayette؛ زادهٔ ۶ مهٔ ۱۹۸۴) بازیکن بسکتبال اهل ایالات متحده آمریکا است.
از باشگاه‌هایی که در آن بازی کرده‌است می‌توان به باشگاه بسکتبال پارتیزان، باشگاه بسکتبال المپیاکوس، باشگاه ورزشی افس پیلسن، و بوستون سلتیکس اشاره کرد.